# Razambek Jamalov
Razambek Salambekovich Jamalov (* 1. Juli 1998 in Chassawjurt, Russland) ist ein usbekischer Ringer.

## Karriere
Jamalov wurde 2018 Zweiter bei der U20-Weltmeisterschaft. Im Jahr darauf gewann er sowohl die U23-Welt- als auch die U23-Europameisterschaft. 2020 und 2022 sicherte er sich den Titel bei den russischen Meisterschaften.
Bis Anfang 2024 trat Jamalov international für Russland an, bevor er unter usbekischer Flagge startete. Bei den Olympischen Spielen 2024 in Paris gewann er die Goldmedaille im Weltergewicht.
Er studiert an der Fakultät für Sport und Körperkultur der Tschetschenischen Staatlichen Pädagogischen Universität.